# 保安道市政大廈

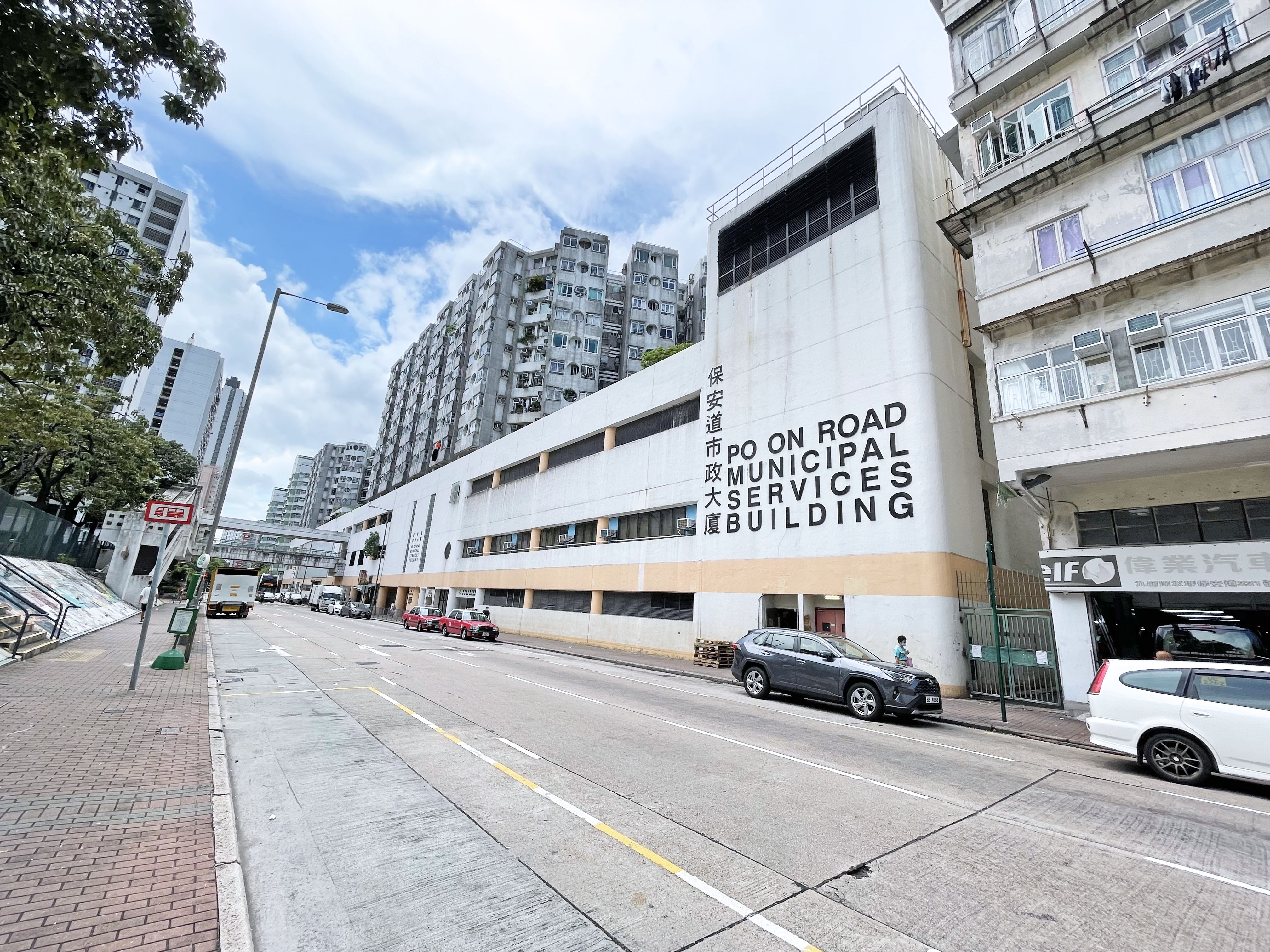
保安道市政大廈外觀

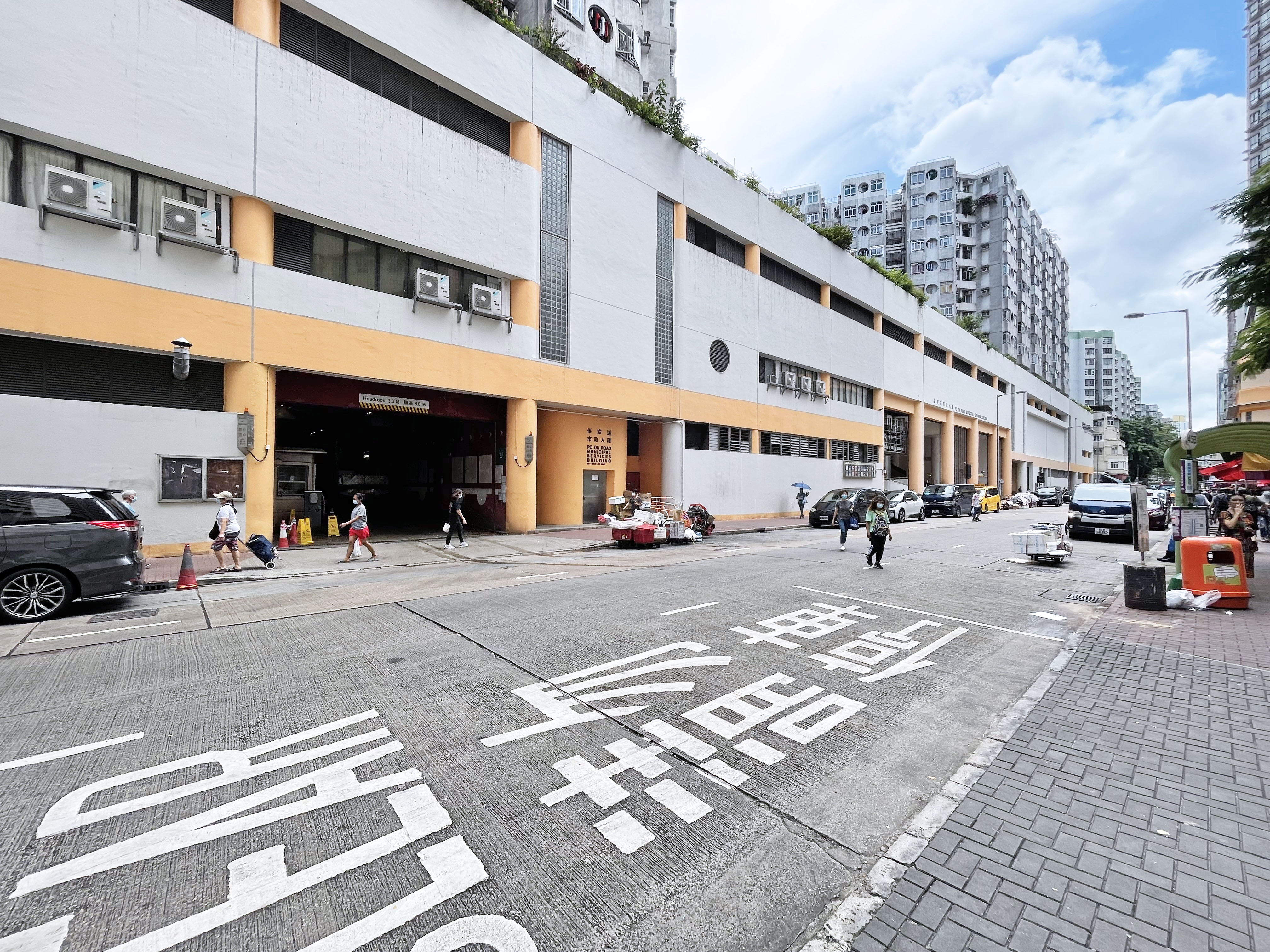
保安道市政大廈位於順寧道出入口

保安道市政大廈（英語：Po On Road Municipal Services Building）是香港九龍長沙灣保安道325-329號的一座多用途的市政大樓，由伍振民建築師（香港）有限公司設計，於1988年6月4日落成啟用，前身是1983年清拆的木屋區。設有街市、公共圖書館、政府辦公室、體育館及熟食中心。建築上方為居者有其屋屋苑寶麗苑，背靠順寧道。

## 歷史
保安道市政大廈於1987年落成，而其內的保安道公共圖書館於1988年3月29日啟用，佔地面積1,720平方米，座位數目430個，以取代1977年啟用的第一代深水埗公共圖書館。

## 設施
- 保安道街市
- 保安道公共圖書館
- 保安道體育館
  - 位於2至3樓，於1987年11月啟用，設施包括多用途主場（可提供1個籃球場／1個排球場／4個羽毛球場）、2個多用途活動室、舞蹈室、健身室和乒乓球室。

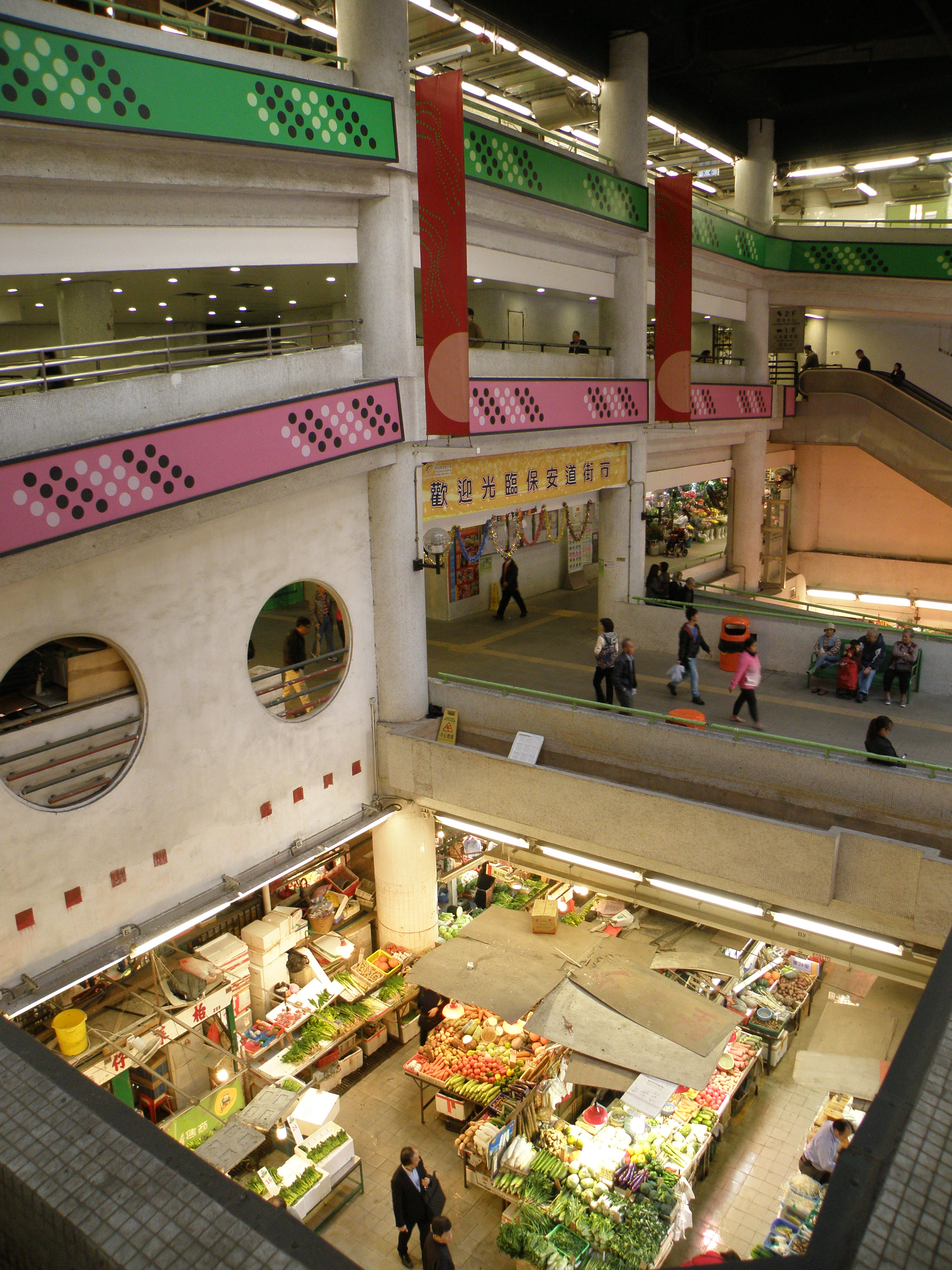
保安道市政大廈中庭
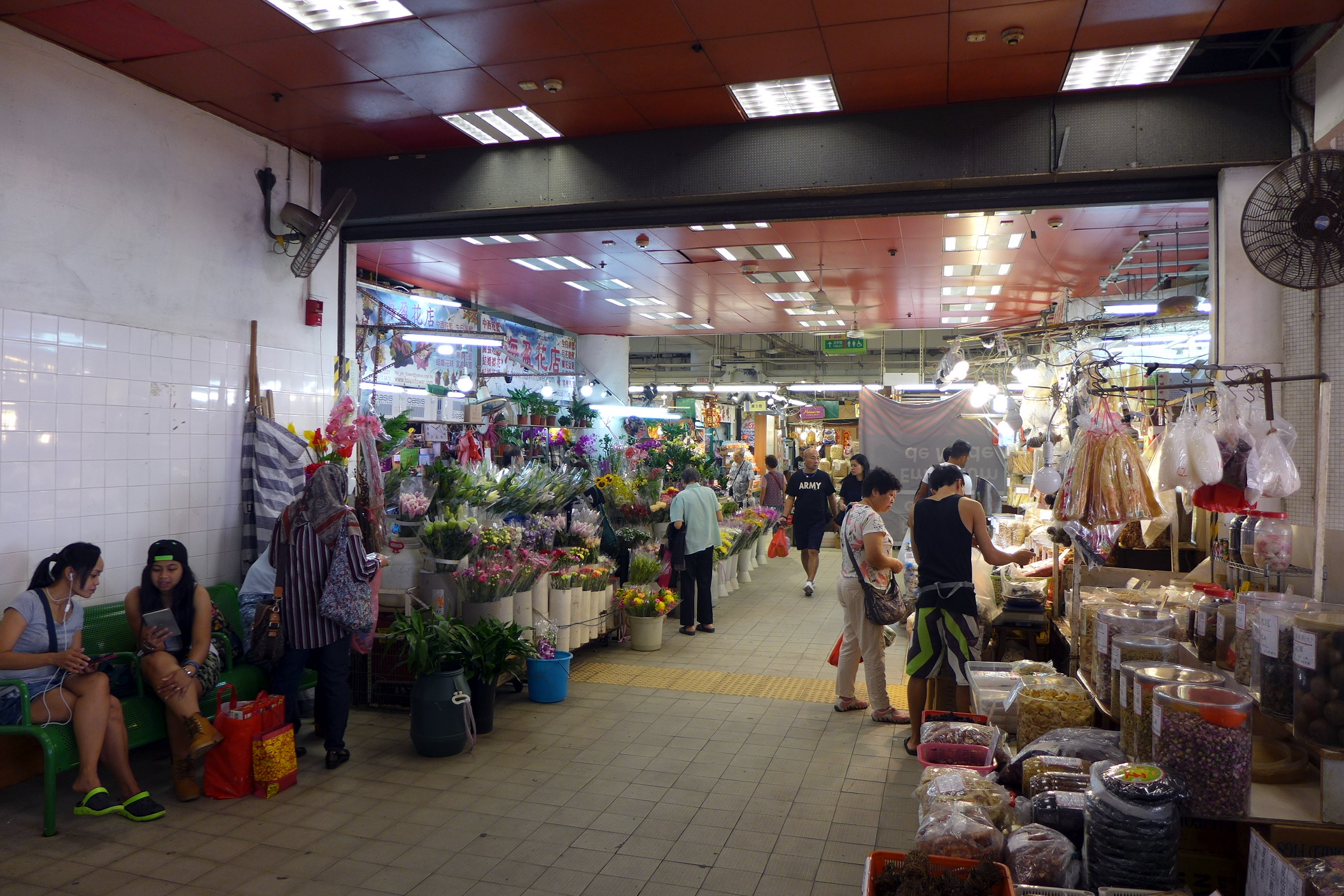
地下街市
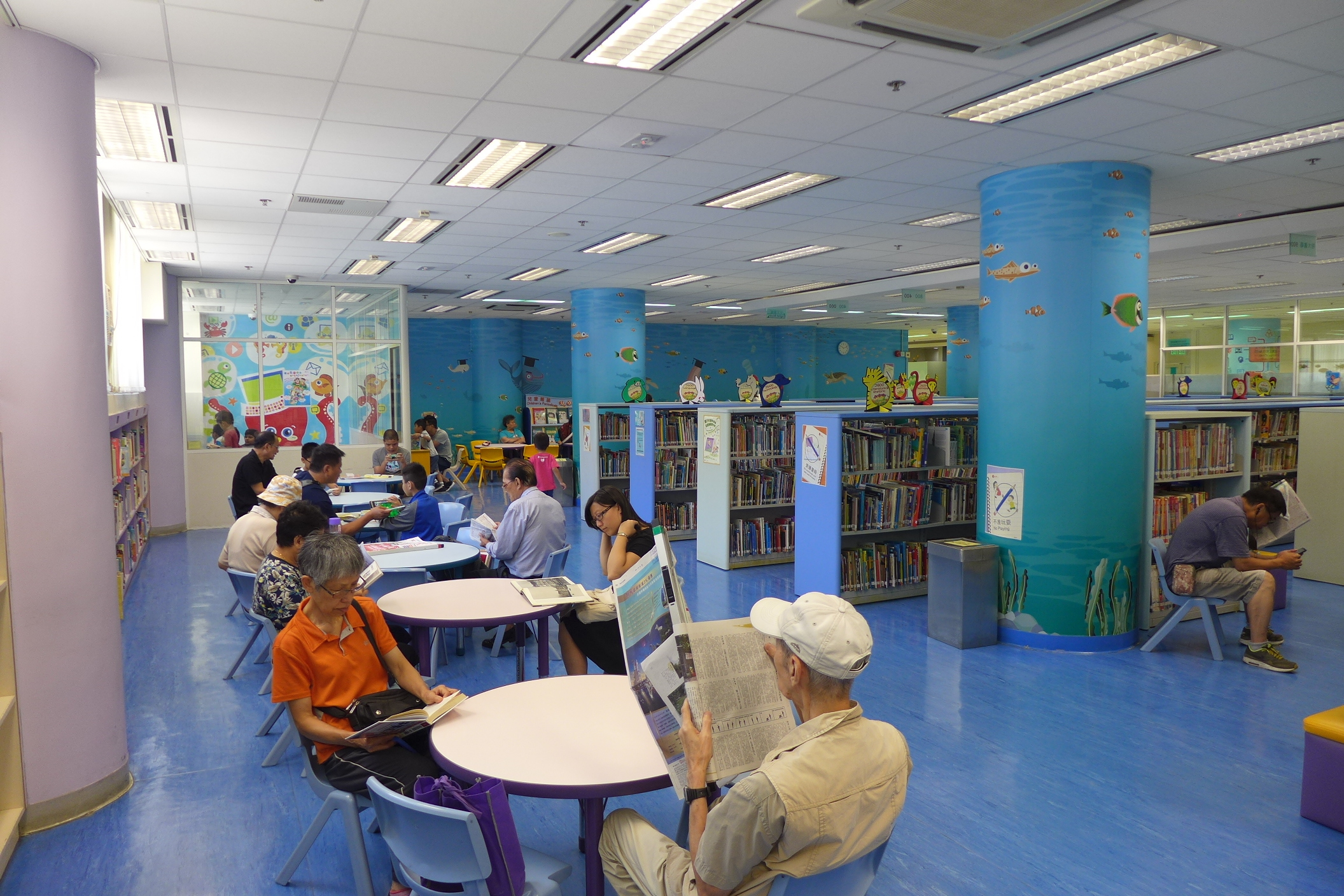
保安道公共圖書館
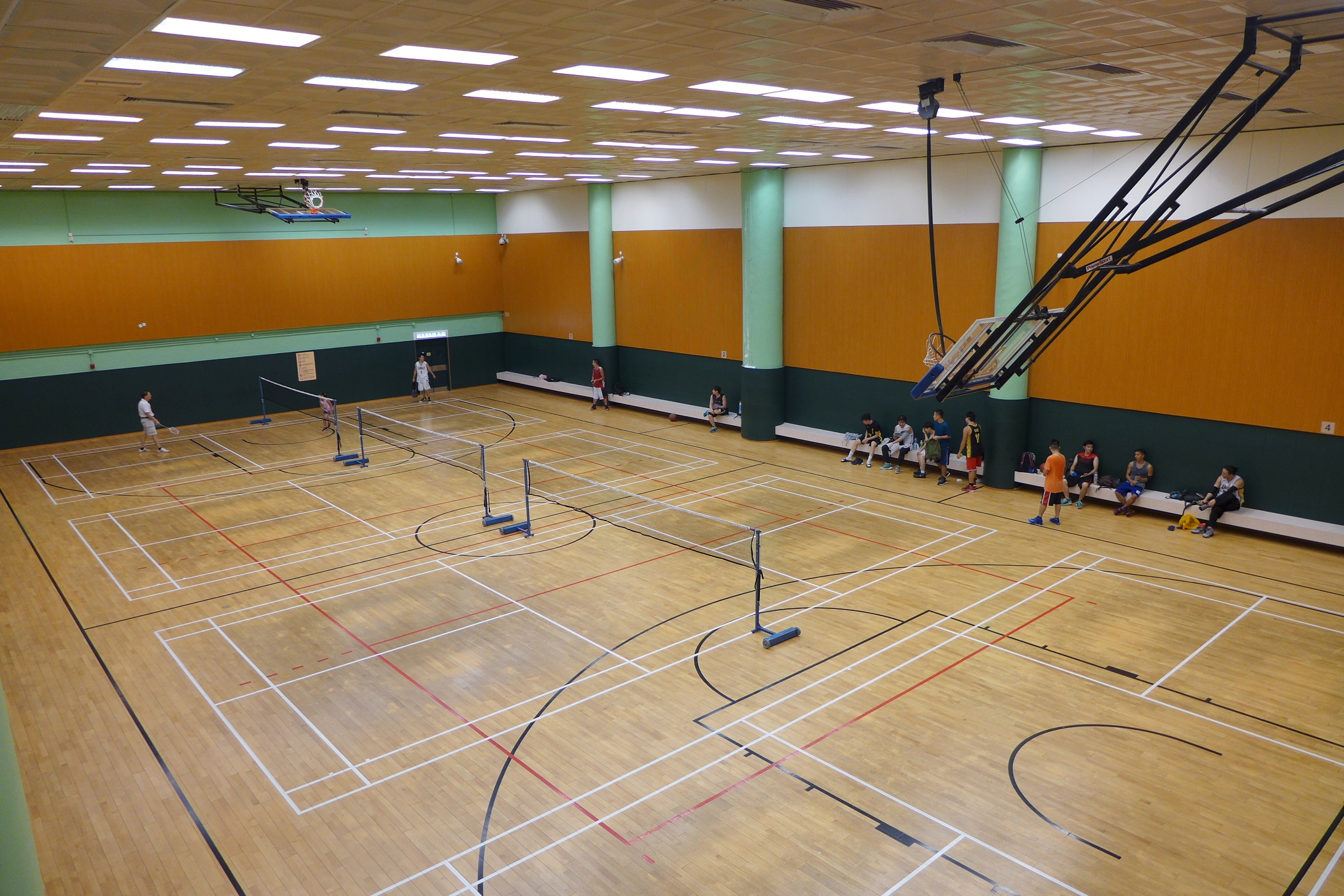
保安道體育館
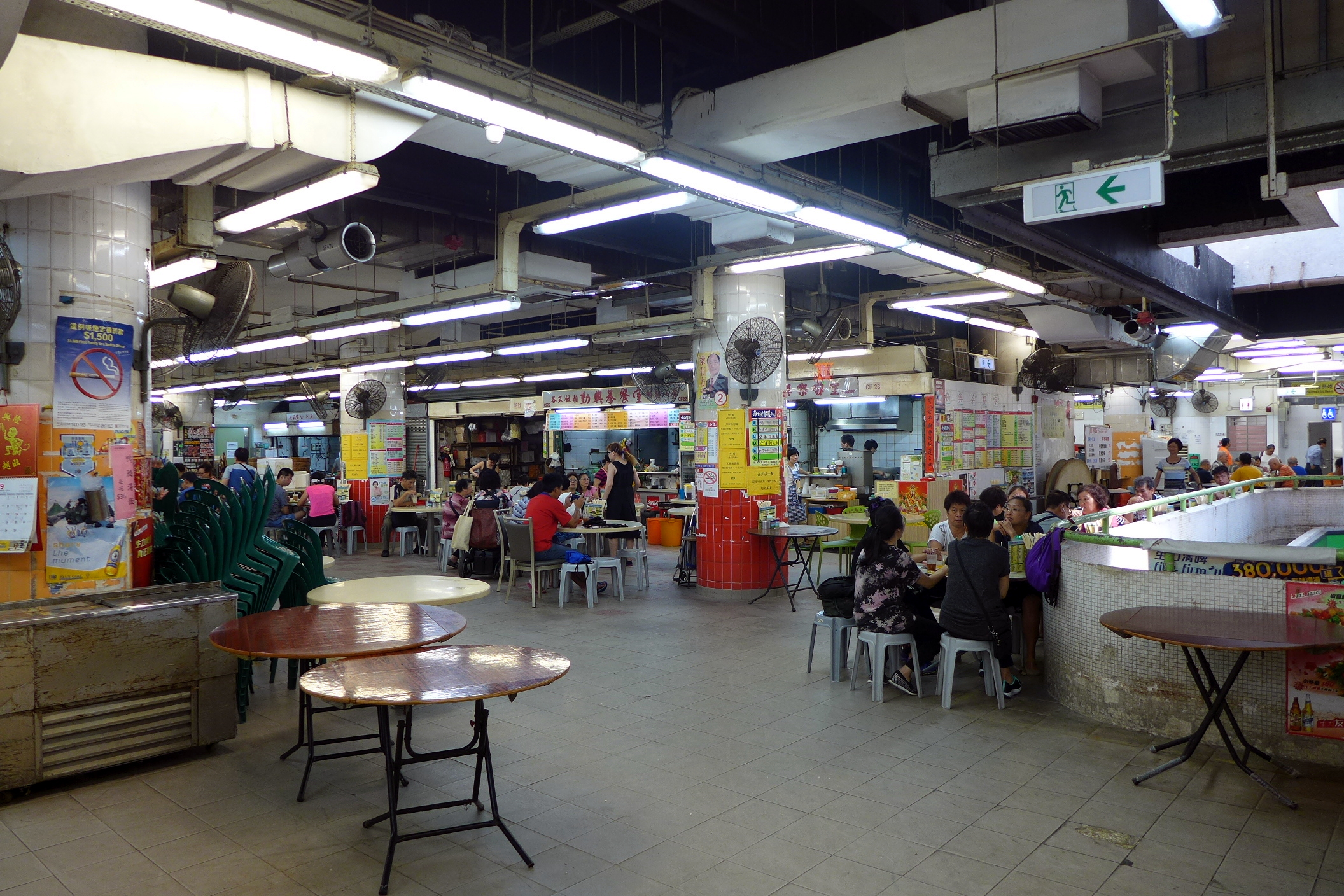
3樓為熟食中心

## 外部連結
维基共享资源上的相關多媒體資源：保安道市政大廈